# Massacro di Rechnitz
Il massacro di Rechnitz fu uno degli ultimi episodi dell'olocausto durante la seconda guerra mondiale, avvenuto nella notte tra il 24 e il 25 marzo 1945 nella località di Rechnitz (oggi in Austria). Nell'eccidio persero la vita circa 200 ebrei ungheresi, mentre i principali responsabili riuscirono a sfuggire alla giustizia.

## Il contesto
Il luogo dei fatti, il castello di Rechnitz, è collegato con la storia dei Thyssen, la potente dinastia imprenditoriale tedesca dell'acciaio. Heinrich Thyssen, che nel primo Novecento era l'erede di quello che era uno dei maggiori gruppi industriali dell'epoca, aveva sposato nel 1906 la baronessa ungherese Margit Bornemisza de Kászon e in seguito al matrimonio aveva acquisito - oltre alla cittadinanza ungherese - il titolo di barone, mutando il cognome in Thyssen-Bornemisza. Il magnate tedesco acquistò anche un castello a Rohonc (l'attuale Rechnitz), in Ungheria occidentale, dove si stabilì con la famiglia e dove conservò la propria importante collezione d'arte.
Nel 1938 Thyssen lasciò il castello di Rechnitz alla primogenita Margit (che vi risiedeva col marito, il conte Ivan Batthyány) e con l'inizio della seconda guerra mondiale si ritirò prudentemente in Svizzera, nella villa "La Favorita" di Lugano, da cui continuò tuttavia a gestire il suo immenso impero, rifornendo il Terzo Reich di carbone, acciaio, sommergibili e siluri aerei. Lo stretto contatto tra Thyssen e le alte gerarchie naziste non si limitava alle forniture per l'industria bellica ma si estendeva a finanziamenti internazionali tramite la August-Thyssen-Bank di Berlino: nell'agosto 1941 fu finanziata la manutenzione del castello di Rechnitz, che nel frattempo era stato requisito dalle SS. Ciò non impedì a Margit von Batthyány di continuare a risiedere nel castello e di organizzare ricevimenti, i cui ospiti erano spesso alti esponenti civili e militari.
Negli ultimi mesi del 1944, a fronte dello spostamento del fronte in Ungheria, migliaia di ebrei ungheresi e zingari andarono ad accrescere le file dei 100.000 lavoratori forzati impiegati per la costruzione del "Vallo Sudorientale" (Südostwall), nel disperato tentativo di arrestare l'avanzata dell'Armata Rossa. Seicento ebrei, che si trovavano a Rechnitz per fortificarne le difese, vennero alloggiati nelle cantine del castello dei Batthyány in condizioni disumane.

## Il fatto
Nella primavera del 1945, quando per la Germania la guerra era oramai persa e le truppe russe erano oramai a 15 chilometri da Rechnitz, Margit von Batthyány organizzò un ricevimento nel castello, invitando trenta-quaranta persone tra cui importanti personalità del partito nazista locale, delle SS, della Gestapo e della Gioventù hitleriana. La festa fu accompagnata da ampie libagioni e durò fino all'alba.
Per offrire agli ospiti un "diversivo", intorno a mezzanotte duecento ebrei in stato di denutrizione e valutati come inabili al lavoro vennero caricati su camion e condotti al Kreuzstadel, un fienile raggiungibile a piedi dal castello. Franz Podezin, un membro della Gestapo e del partito nazista locale, riunì in una stanza del castello una quindicina di ospiti e, dopo aver consegnato loro armi e munizioni, li invitò a "uccidere un paio di ebrei".
Le vittime predestinate furono obbligate a svestirsi prima di essere uccise dagli ospiti ubriachi della festa, che poi tornarono al castello e proseguirono i festeggiamenti fino all'alba. All'indomani alcuni di loro si sarebbero addirittura vantati delle loro atrocità, mentre le salme vennero interrate da quindici prigionieri ebrei che erano stati risparmiati esclusivamente per questo lavoro. Questi ultimi furono poi condotti al mattatoio comunale, dove vennero uccisi da Podezin e Joachim Oldenburg, un membro locale del partito nazista.
Secondo lo storico Josef Hotwagner i russi arrivarono a Rechnitz nella notte tra il 29 e il 30 marzo 1945, e nella stessa notte il castello dei Batthyány fu distrutto dalle fiamme (anche se non è chiaro se furono i russi ad appiccare il fuoco, oppure gli stessi nazisti nell'intento di occultare le prove dell'eccidio). Nei giorni successivi il misfatto venne tuttavia alla luce: secondo un rapporto redatto dalle autorità sovietiche, vennero trovate ventuno fosse comuni, ciascuna misurante cinque metri per uno e contenente dalle dieci alle dodici persone. I cadaveri erano stati finiti con colpi alla nuca o con armi automatiche e presentavano, oltre a un generale deperimento, molteplici ematomi, segno di violenze subite immediatamente prima dell'uccisione.

## Il processo
Il protocollo russo venne pubblicato sul giornale militare sovietico "Stella Rossa" (Krasnaya Zvjezda) il 12 aprile 1945, ma bollato come propaganda da molti austriaci. Alcuni processi vennero instaurati presso il Tribunale del Popolo di Oberwart, ma molteplici disguidi (perdita di prove, assassinio di due importanti testimoni e conseguenti ritrattazioni per paura) minarono lo svolgimento degli stessi, al punto che le poche sentenze che non furono emesse in contumacia risultarono estremamente blande.
Il principale accusato, Podezin, riuscì a dileguarsi in Germania e infine nella Repubblica Sudafricana. Oldenburg invece sarebbe riuscito a fuggire in Argentina.
Il coinvolgimento della contessa Batthyány nel massacro di Rechnitz non venne mai provato, almeno a livello processuale, e la contessa stessa si ritirò in Svizzera. Nel 2007, il giornalista inglese David R. L. Litchfield (legato personalmente alla famiglia Thyssen-Bornemisza e autore di un libro biografico sulla stessa) ha gettato pesanti ombre sulla contessa Batthyány, in particolare puntando il dito sulla sua relazione sentimentale con entrambi gli accusati principali e sul successivo favoreggiamento nella fuga di questi ultimi.

## Approfondimenti

### Opere teatrali
- Der Wurgeengel (L'angelo sterminatore) di Elfriede Jelinek (2008)

### Film
- Totschweigen (Tacere sino alla morte), documentario, diretto da Margaretha Heinrich ed Eduard Eme (1994).